# 新アッシリア帝国における国家通信

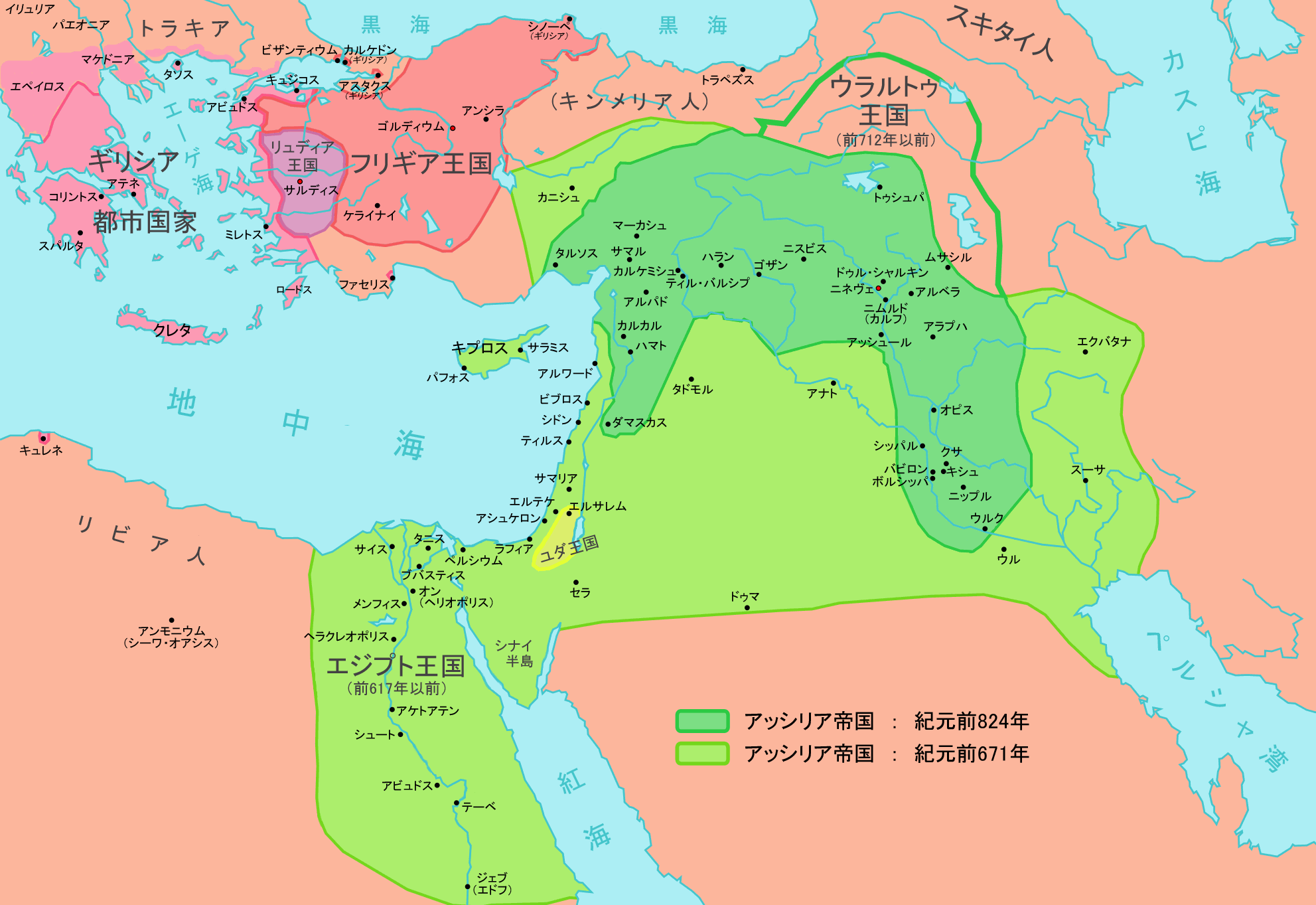
新アッシリア帝国の拡大は、国家通信システムによる宮廷と州総督の間での通信の効率化と不可分だった。

新アッシリア帝国の国家通信によって、アッシリア王と臣下たちは帝国全体で迅速かつ確実にメッセージをやりとりすることができた。メッセージは、紀元前1千年紀初期に革命的だった駅伝制度（アッシリア語：kalliu）によって送られた。
メッセージは、ラバで移動する軍の騎手によって運ばれた。騎手が専用の駅に到着すると、メッセージは新しい動物に乗る別の騎手によって中継された。駅は、帝国の高速道路に沿って一定の間隔で配置された。騎手の休憩時間と関係なくメッセージは遅滞なく送信されるので、システムは前例のない通信速度を提供した。これは長らく中東史上最速で、のちに電信が導入されるまで破られなかった。
システムの効率性は、中東における新アッシリア帝国の覇権と帝国全体の統一の維持に貢献した。このアッシリアの発明は、アッシリアの通信ネットワークを継承および拡張したアケメネス朝を含む、後の帝国によって採用された。

## 歴史
新アッシリア帝国は、メソポタミアを中心とする鉄器時代の帝国だった。アダド・ニラリ2世の治世（紀元前911年–891年）は帝国の始まりと見なされる。彼とその後継者たちは、紀元前7世紀後半まで帝国を拡大させ、西のエジプトから東のペルシア湾まで、中東の大部分を支配した。帝国が拡大するにつれて、さまざまな革新的な支配技術が導入され、それはローマ帝国やペルシア帝国を含む後世の帝国の手本となった。

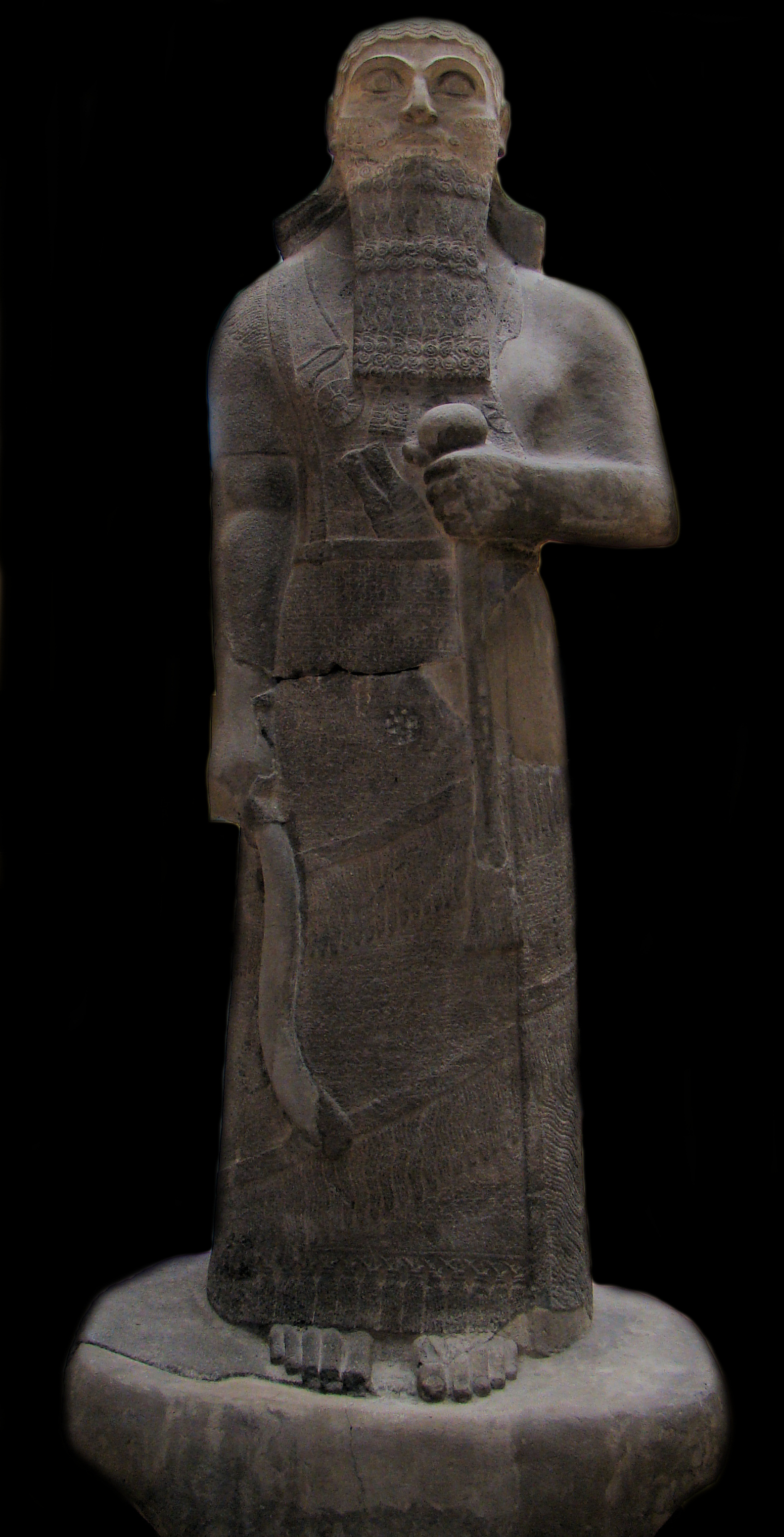
シャルマネセル3世の立像。帝国の通信システムは、シャルマネセル3世の治世中に導入された可能性がある。

国家通信システムは、大帝国を統治するという課題を解決するために開発され、おそらくシャルマネセル3世の治世中（紀元前858年-紀元前824年）に始まった。当時、アッシリアはすでに中東で最大の大国だった。帝国内を支配して統一を維持するために、国王、宮廷の高官、および州の総督は、連絡を取り合うための高速で信頼できるシステムを必要としていた 。

## 構成要素

### ラバ

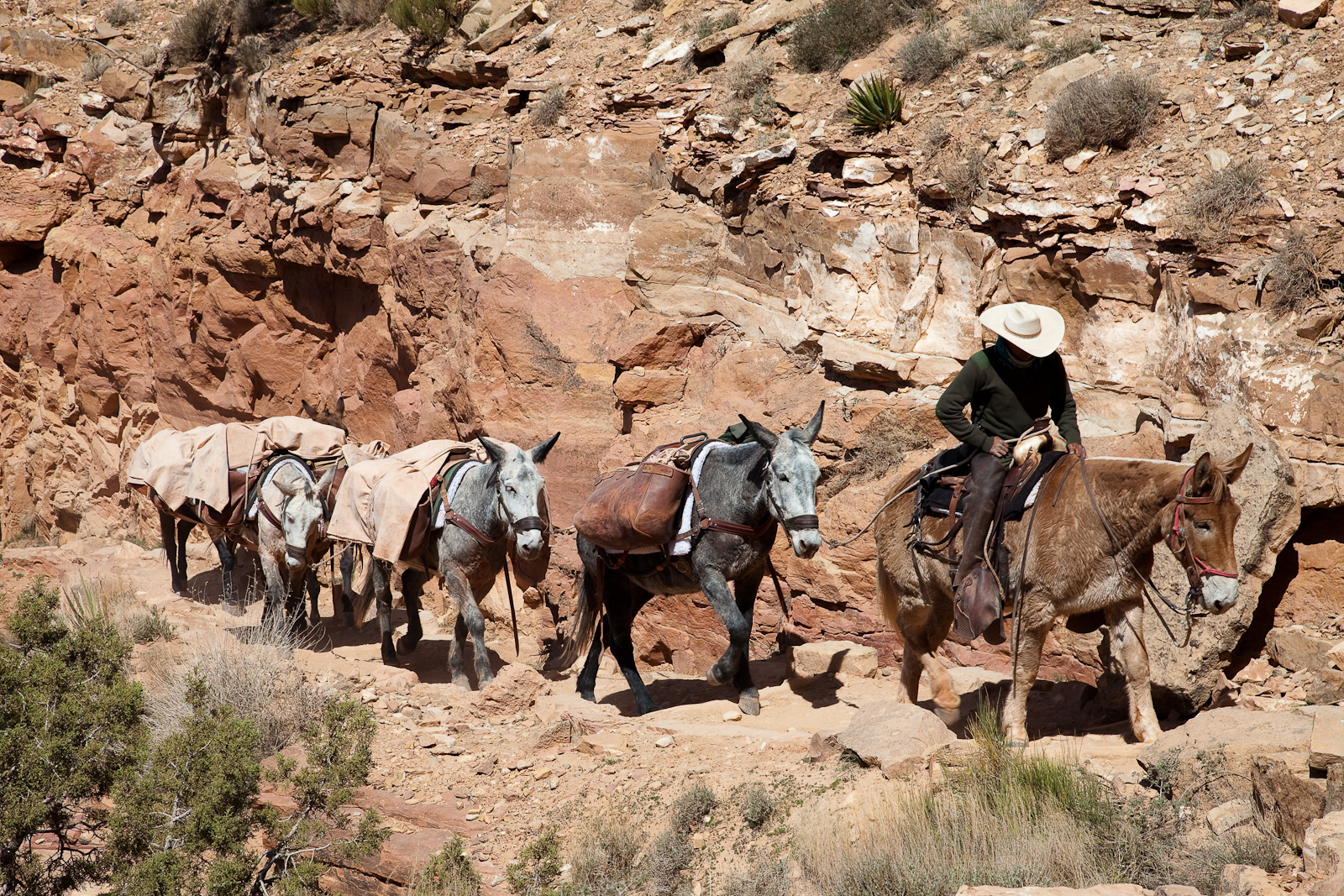
アッシリアは、困難な地形を長距離移動するためにラバを最初に使用した。これは今日まで続いている。画像は、米国のグランド・キャニオン地域で使われているラバ列車。

長距離メッセンジャーはもっぱらラバを使用した。アッシリアは、この目的のためにラバを使用した最初の文明だった。ラバは雄ロバと雌馬の雑種強勢である。馬の強さとロバの頑丈さを兼ね備えている。繁殖力を持たず、手間のかかる訓練が必要なことから高価だった。しかしその体力と丈夫さ、そして低い維持コストから、新アッシリア帝国の気候その他の条件においては、長距離旅行の理想的な移動手段となった。ラバは、メソポタミアの至る所で移動を阻む小川を泳いで渡るのも得意だった。アッシリアの通信システムの騎手は通常、2頭のラバで移動した。そのため、1頭が故障しても立ち往生することはなく、もう1頭に乗り換えることができた  。

### 駅伝制
公式メッセージは、リレー式に交代する騎手たちが運ぶか、あるいは信頼できる一人の使者によって運ばれた。駅伝制（kalliu）はアッシリアの革新であり、それまでよりもはるかに高速な通信を可能にした。駅伝制では、信頼できる単独の使者が全距離を移動するのではなく、別々の騎手がそれぞれ行程の一部を分担した。区間は駅で終わり、そこで騎手は新しい２頭のラバをとともに待機している新しい騎手に手紙を渡した。休憩して動物の回復を待つかわりに各駅で動物と騎手が交代したため、メッセージははるかに速く届けられた。騎手とラバは、アッシリア軍から提供された。
通信速度が求められない場合には、信頼できる単独の使者により運ばれることもあった。この方法は、非常に機密性の高いメッセージを送る場合や、その場での回答が必要な場合に好んで用いられた。皇太子センナケリブから父親のサルゴン2世への手紙のように、両方の方法が同時に使用された例もある。

### 道路網
新アッシリア帝国は、帝国のすべての地域を結ぶ高速道路システムを構築した。これらの道路は、hūl šarri（またはバビロニア語の方言ではharran šarri、「王の道」の意）と呼ばれ、遠征に使用した軍用道路から発展した可能性がある。この道路網は継続的に拡大され、シャルマネセル3世とティグラト・ピレセル3世の治世（それぞれ紀元前858年 - 824年と紀元前745年 - 727年）に最大規模の拡大工事が行われた。

### 駅

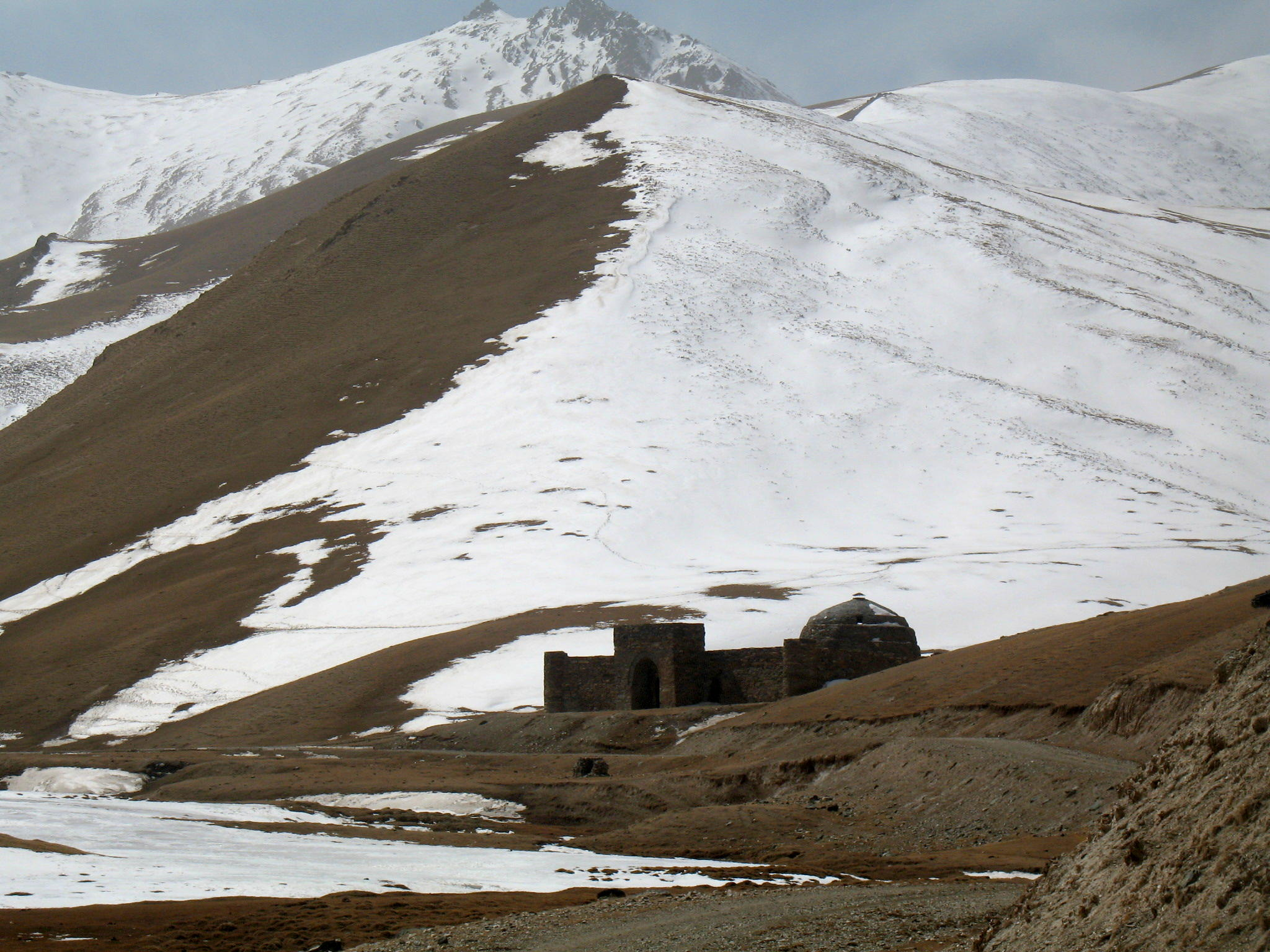
イスラム世界の隊商宿（キャラバンサライ）のように、アッシリアの道路駅は、長距離の旅行者に避難所と物資を提供するための施設だった（画像はキルギスタンのタシュ＝ラバトTash Rabat の隊商宿）。
ただし、キャラバンサライとは異なり、アッシリアの駅は公用専用だった。

国家通信をサポートするために、帝国の州総督たちは、王の道に沿って一定間隔で駅を整備した。駅はアッシリア語では、bēt mardēti （「道筋の区切りの家」）と呼ばれていた。ここで、騎手は新しい騎手（と新しいラバ）に手紙を渡した。駅はニップルのような既に存在する都市内に置かれることもあったし、遠隔地では独自に孤立した集落を作ることもあった。駅間の距離は約35から40キロメートルだった。駅は、騎手、使者、およびその動物に短期間の休憩所と物資を提供した。
これらの駅は、遠距離移動に休憩所を提供するために特別に建てられたという意味で、商業旅行者のためにイスラム世界全体に建てられた後の隊商宿（キャラバンサライ）に相当した。しかし、キャラバンサライとは異なり、アッシリアの道路駅は、国家通信専用であり、個人旅行者には開放されていなかった。この駅は特定も発掘もされておらず 、歴史家はアッシリアの文書からの情報しか得られていない。

### 権限と証明
帝国の国家通信の使用権限は、アッシリアの高官たちに限定されていた。古代オリエント史の教授であるカレン・ラドナーは、アッシリアの「偉大な者」と呼ばれる約150人の高官たちがそれを利用できたと推定した。彼らは皆、その権限を示すために、メッセージに刻印するためのアッシリア王室の印章を持っていた。印章は、横向きのライオンと戦っているアッシリア王を描いており、帝国全体で認められていた。国家通信を使用して送れるのは、これが印された手紙だけだった。
国家通信用のメッセージの形式は帝国全体で統一されていた。メッセージの本文は、およそ携帯電話サイズの粘土板に刻まれた。そしてその外側を「封筒」に相当する薄い粘土で覆って封印し、宛先などの必要な情報を記載した。

## 速度
カレン・ラドナーによれば、西の国境地帯であるクウェ（現在のトルコのアダナ付近）から、アッシリア中心部（ニネヴェなど）までのメッセージの伝達速度は5日未満だった。これは最もよく知られた「王の道」の一つだったが、直線距離（大圏コース）で700キロメートル (430 mi)離れており、山岳地帯や丘陵地帯はないが、道中でユーフラテス川とティグリス川と多数の支流を横断する必要がある上に、それらのいずれにも橋はなかった（主要河川の要所に渡し船はあった）。この通信速度は前例のないものであり、オスマン帝国時代の1865年に電信が導入されるまで、中東では、この速度を超えられなかった 。

## 意義
宮廷と地方の間の迅速な長距離通信は、帝国の統一にとって重要であり、中東における新アッシリア帝国の支配を支える要因の1つだった。マリオ・リヴェラーニはアッシリアを「コミュニケーションの帝国」と呼んだ。カレン・ラドナーは、帝国の国家通信が「おそらくアッシリアの統治技術で最重要な役割を果たし」、「帝国運営のための標準的な技術」になったとした。
アッシリアが開発したこのシステムは、後代の帝国でも採用されている。アッシリアの通信システムは、ペルシア帝国によって大幅に拡張された。また、このシステムは、19世紀のアメリカ西部で使われたポニー・エクスプレスの原型でもある。また、信頼できる使者が全距離を移動する代わりに、無名のメッセンジャー達によって中継していくという考え方は、今日の郵便制度の基礎でもある。